# ワルシャワ盾章
ワルシャワ盾章(ドイツ語: Warschauschild)は、ドイツで制定された袖用盾章である。

## 概要
ワルシャワ蜂起(1944年8月1日から10月2日まで)の鎮圧に加わった軍人及び親衛隊員を対象として、同年12月10日にアドルフ・ヒトラーにより制定された。
ワルシャワ盾章の制定が広く知らされたのは1945年1月9日のことであった。授与条件などの詳細は2月15日に発表され、授与の選定は5月31日であるとされた。授与式は9月1日に行われる予定であったが、それ以前にドイツが終戦を迎えたため盾章は一つも与えられなかった。勲記なども用意していたが記入はされていない。
ワルシャワ盾章の授与は親衛隊大将エーリヒ・フォン・デム・バッハ＝ツェレウスキーより行われる予定であった。

## 受章条件
以下の条件のうちいずれかを満たす者が授与対象であった。
- 陸軍及び武装親衛隊
  - 7日以上戦闘に加わる
  - 戦闘中の勇敢な行為に関わる章(鉄十字章など)を受章する
  - 戦傷を負う
  - 28日以上戦闘地域に滞在する

- 空軍
  - 10日以上作戦の遂行を行う
  - 戦闘中の勇敢な行為に関わる章を受章する
  - 戦傷を負う
  - 20回以上出撃する